# Dietilamină
Dietilamina este un compus organic cu formula (CH3CH2)2NH. Este o amină secundară. Este un lichid inflamabil, slab alcalin, miscibil cu majoritatea solvenților. Este un lichid incolor, dar probele comerciale apar adesea brune din cauza impurităților. Are un miros puternic asemănător amoniacului.

## Legături externe
- Hazardous Substance Fact Sheet
- CDC - NIOSH Pocket Guide to Chemical Hazards